# Ерік Лессер
Ерік Лессер (нім. Erik Lesser; нар. 17 травня 1988, Зуль, Німеччина) — німецький біатлоніст, дворазовий срібний призер олімпійських ігор, дворазовий чемпіон світу, призер чемпіонатів світу , дворазовий чемпіон Європи з біатлону, чемпіон світу серед юніорів, учасник та призер етапів кубка світу з біатлону.
Срібні олімпійські медалі Лессер виборов на іграх 2014 року в Сочі в індивідуальній гонці та естафеті.

## Виступи на чемпіонатах світу
| Рік  | Місце проведення     | Інд | Спр | Пр | МС | Ест | ЗМ |
| 2013 | Нове Место-на-Мораві | 34  | 12  | 14 | 5  | 3   |    |

## Кар'єра в Кубку світу
- Дебют в кубку світу — 12 березня 2010 року в змішаній естафеті в Контіолахті — 2 місце.
- Перше попадання до залікової зони — 17 березня 2011 року в спринті в Осло — 40 місце.
- Перший подіум — 12 березня 2010 року в змішаній естафеті в Контіолахті — 2 місце.
- Перший особистий подіум — 28 листопада 2012 року в індивідуальній гонці в Естерсунді — 3 місце.

У 2010 році Ерік дебютував на етапах кубка світу з біатлону в Контіолахті, де провів 3 гонки. У своїй першій гонці Ерік разом з Каті Вільгельм, Магдаленою Нойнер та Сімоном Шемппом виборов 2 місце у змішаній естафеті. Далі Лессер виступав у спринті (44 місце) та гонці переслідування (51 місце), однак у заліковій зоні йому фінішувати не вдалося.
У сезоні 2010/2011 Ерік брав участь у двох гонках заключного етапі Кубка світу, що проходив у норвезькому Осло. Показавши 40 місце у спринті та 24 у гонці переслідування, йому вдалося набрати залікові очки та за підсумками сезону увійти до загального заліку біатлоністів, посівши 91 місце.
У сезоні 2011/2012 Лессер брав участь у шести гонках  етапів Кубка світу, і лише у трьох з них йому вдалося фінішувати в заліковій зоні. Найкращий результат сезону, 22 місце у гонці переслідування, він продемонстрував на 8 етапі Кубка світу, що проходив у фінському Контіолахті.
Сезон 2012/2013 для Еріка став набагато кращим за попередні. Вже у першій особистій гонці сезону він здобув першу особисту нагороду — бронзу в індивідуальній гонці. Протягом перших шести етапів Ерік брав участь в усіх 14 особистих гонках, і лише в одній йому не вдалося набрати залікові бали. Продемонстровані результати дозволи йому пройти відбір і дебютувати на Чемпіонат світу з біатлону 2013 року, що проходив в Чехії. Дебют для Лессера видався досить непоганим: в спринті та пасьюті він фінішував в ТОР-15, в індивідуалці був 34-м, а в мас-старті — 5-м. В естефетній гонці він разом з Сімоном Шемппом, Андреасом Бірнбахером та Арндом Пайффером виборов брозову нагороду, яка стала його першою нагородою чемпіонатів світу. На заключних трьох етапах Ерік провів 8 особистих гонок, і лише в двох з них опинявся поза заліковою зоною, а на 7 етапі Кубка світу, що проходив у норвезькому Осло він виборов свою другу особисту нагороду - бронзу в мас-старті. Загалом протягом сезону йому вдалося набрати 518 балів та посісти 16 сходинку в загальному заліку біатлоністів.

## Загальний залік в Кубку світу
- 2010-2011 — 91-е місце (18 очок)
- 2011-2012 — 65-е місце (49 очок)
- 2012-2013 — 16-е місце (518 очок)

## Статистика стрільби
| № п/п | Сезон     | Загальна       | Індивідуальна гонка | Спринт         | Гонка переслідування | Мас-старт      | Естафета      |
| ----- | --------- | -------------- | ------------------- | -------------- | -------------------- | -------------- | ------------- |
| 1     | 2009-2010 | 73,3% (22/30)  | 0,0% (0/0)          | 80,0% (8/10)   | 70,0% (14/20)        | 0,0% (0/0)     | 0,0% (0/0)    |
| 2     | 2010-2011 | 83,3%(25/30)   | 0,0% (0/0)          | 80,0% (10/20)  | 70,0% (14/20)        | 0,0% (0/0)     | 0,0% (0/0)    |
| 3     | 2011-2012 | 69,5% (73/105) | 70,0% (14/20)       | 66,7% (20/30)  | 77,5% (31/40)        | 0,0% (0/0)     | 53,3% (8/15)  |
| 4     | 2012-2013 | 80,4%(405/504) | 90,0% (54/60)       | 89,0% (89/100) | 75,0% (120/160)      | 80,0% (80/100) | 73,8% (62/84) |

## Статистика
У таблиці наведено статистику виступів біатлоніста в Кубку світу.
- Місця 1–3: кількість подіумів
- Чільна 10: кількість фінішів у першій десятці
- В очках: кількість виступів, на яких біатлоніст здобував очки
- Старти: кількість стартів
- Естафета: включно зі змішаною

| Місця                            | Індивід. | Спринт | Персьют | Мас-старт | Естафета | Разом |
| -------------------------------- | -------- | ------ | ------- | --------- | -------- | ----- |
| 1                                |          |        | 1       | 1         | 3        | 5     |
| 2                                |          |        | 1       | 1         | 7        | 9     |
| 3                                | 1        |        | 1       | 1         | 7        | 10    |
| Чільна 10                        | 6        | 9      | 8       | 5         | 30       | 58    |
| В очках                          | 13       | 40     | 37      | 20        | 30       | 140   |
| Стартів                          | 15       | 49     | 40      | 20        | 30       | 154   |
| Станом на: Кінець сезону 2016/17 |          |        |         |           |          |       |